# کاراپت ملیک-اوهانجانیان
کاراپت ملیک-اوهانجانیان (ارمنی: Կարապետ Մելիք-Օհանջանյան؛  ۴ مارس ۱۸۹۳ در روستای کلر - ۲۲ فوریهٔ ۱۹۷۰ در ایروان) استاد دانشگاه، لغت‌شناس، خاورشناس، فارسی‌پژوه و مترجم اهل ارمنستان بود. وی دانشگاه هومبولت برلین فارغ‌التحصیل گشت. وی برنده جوایزی همچون دانشمند شایسته ارمنستان شوروی (۱۹۶۲) شد.

## زندگی‌نامه
کاراپت فرزند آچابک. در ۱۹۱۲م انستیتوی زبان‌های شرقی را به پایان رساند. از ۱۹۱۴ تا ۱۹۱۹م در آلمان به ادامهٔ تحصیل پرداخت. در ۱۹۲۱۱م ریاست هیئت علمانی پژوهشگاه اچمیادزین را برعهده گرفت. از ۱۹۲۲ تا ۱۹۲۶م و از ۱۹۳۵ تا ۱۹۳۷م استاد دانشگاه بود. از ۱۹۳۲ تا ۱۹۳۵م در پژوهشگاه فرهنگ مادی به کار سرگرم بود. در ۱۹۳۵م به درجهٔ پروفسوری رسید. از ۱۹۳۶ تا ۱۹۳۷م مدیر بخش ادبیات و فوکلور ارمنی باستانی پژوهشگاه تاریخ و تاریخ ادبیات آکادمی علوم جمهوری ارمنستان واز ۱۹۴۶ تا ۱۹۴۸م استاد انستیتوی دولتی آموزگاری روسی ایروان بود. در ۱۹۶۲م ارباب شایستهٔ علم ارمنستان دانسته شد و در ۱۹۶۵م به عضویت پیوستهٔ آکادمی علوم ارمنستان درآمد.

## آثار
از آثارش:
صفحات منتخب ادبیات ارمنی به روسی (ایروان، ۱۹۴۶)؛
داود ساسونی که با همکاری م. آبیگیان در دو جلد تألیف شده و جلد یکم آن در ۱۹۳۶م و جلد دوم آن در ۱۹۵۱م به چاپ رسیده است
فردوسی به ارمنی (ایروان، ۱۹۳۴م)

## نگارخانه

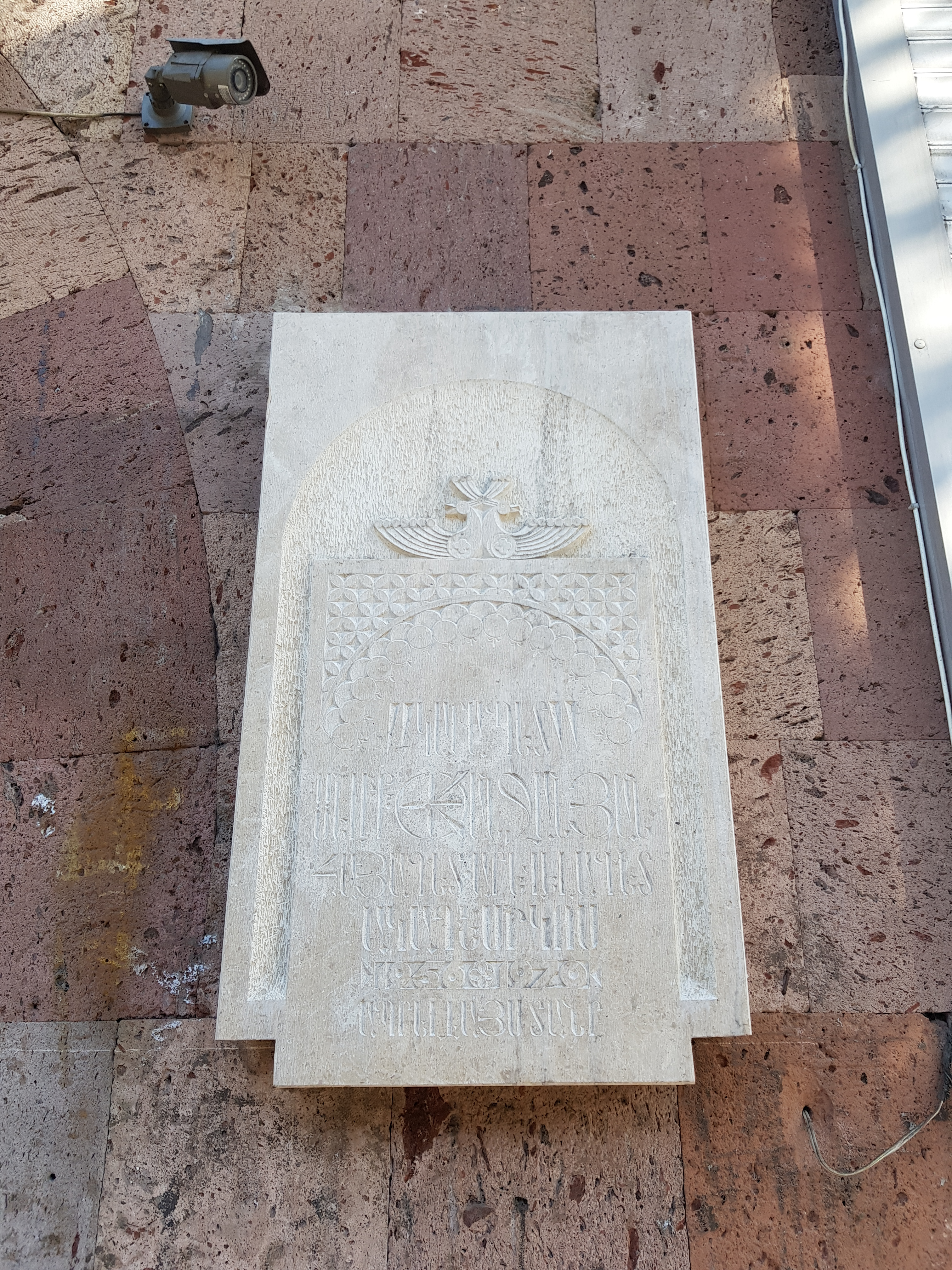